# لورا ميلر
لورا ميلر (بالإنجليزية: Laura Leighton)‏ (و. 1968 – م) هي ممثلة، وممثلة تلفزيونية، من الولايات المتحدة الأمريكية، ولدت في آيوا سيتي، آيوا.

## وصلات خارجية
- لورا ميلر على موقع IMDb (الإنجليزية)
- لورا ميلر على موقع روتن توميتوز (الإنجليزية)
- لورا ميلر على موقع ألو سيني (الفرنسية)
- لورا ميلر على موقع أول موفي (الإنجليزية)
- لورا ميلر على موقع إن إن دي بي (الإنجليزية)
- لورا ميلر على موقع قاعدة بيانات الفيلم (الإنجليزية)
- لورا ميلر على موقع كينوبويسك (الروسية)